# Friedrich von Erckert
Friedrich von Erckert (ur. 30 grudnia 1869 w Bydgoszczy, zm. 16 marca 1908 poległ pod Seatsub, Botswana), był oficerem oddziałów Schutztruppe w Niemieckiej Afryce Południowo-Zachodniej. W czasie powstania Hotentotów jako pierwszy oficer niemiecki wprowadził wielbłądy w swoich oddziałach. Między 18 sierpnia 1895 a 18 sierpnia 1897 szkolił wojsko w Chile na wzór armii pruskiej.